# 김재명 (1925년)
김재명(金在命, 1925년 9월 21일 ~ 2009년 6월 24일)은 제2대 대한민국 병무청장이다.

## 생애
1925년 9월 21일, 전라남도 강진군에서 출생하였다. 육사 2기 출신인 그는 1군단장을 거쳐 1972년 중장으로 예편했다. 이후 제2대 병무청장(1972년 7월 ~ 1977년 12월), 원호처장(現 국가보훈부 장관)을 역임했고 1980년 제26대 교통부 장관을 지냈다. 1980년 청조근정훈장, 1985년 동탑산업훈장을 각각 수훈했다.
이후 1988년 1월에서 같은 해 8월까지 신민주공화당 대표최고위원 겸 고문을 지냈고 1996년 1월에서 같은 해 2월까지 자유민주연합 고문을 역임하였다.
6.25 전쟁 중에는 개전 초기 1사단 11연대 3대대장으로 음성군 음성읍 소여리 감우재 전투에서 공을 세웠고, 8월에는 6.25 전쟁 중 가장 치열했던 전투 중 하나인 대구 다부동 전투에서 공을 세웠다.
2009년 6월 24일 오후 7시 별세했다. 향년 85.